# María de San José Alvarado
Laura Evangelista Alvarado Cardozo, conocida como la Madre María de San José, o simplemente como Madre María, (Choroní, Aragua, 25 de abril de 1875 — Maracay, 2 de abril de 1967) fue una religiosa venezolana, considerada beata por la Iglesia católica.
Existe cierta discusión con su segundo nombre, ya que algunos afirman que se llamaba "Laura Elena Alvarado Cardozo"; pero por una tradición religiosa de aquella fecha, se les asignaba a los niños al nacer o poco tiempo después, el nombre del santo en el día en el que nacieron y por lo tanto ella recibió el nombre de "Evangelista".
Fue una religiosa perteneciente a la Orden de Agustinos Recoletos, y era originaria del entonces Estado Guzmán Blanco, en Venezuela. Fue contemporánea del doctor beato José Gregorio Hernández. Es la primera beata de Venezuela, privilegio que comparte con la madre Candelaria de San José, Carmen Rendiles Martínez y José Gregorio Hernández.

## Biografía

### Infancia y adolescencia

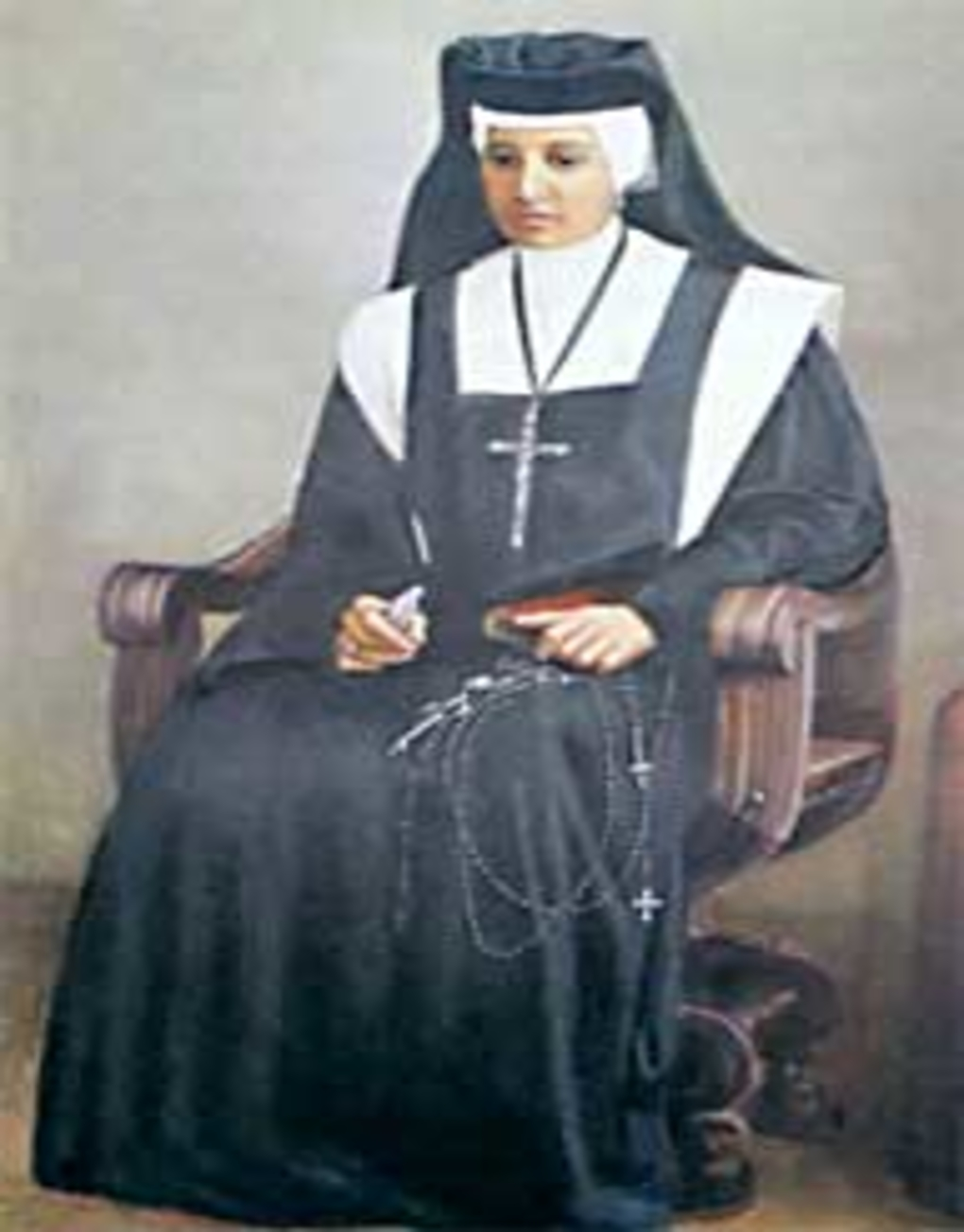
Beata María de San José, fundadora de las Agustinas Recoletas del Corazón de Jesús.

María de San José era hija del coronel Clemente Alvarado y de Margarita Cardozo, de quien heredó su amor ferviente a Cristo y la Eucaristía. Inició sus estudios en su pueblo natal, pero a muy temprana edad se mudó con su familia a Maracay, donde terminaría sus estudios. A los 13 años de edad, el 8 de diciembre de 1888, recibe su primera comunión, haciendo sus primeros votos. Desde aquel entonces comenzaría su vida religiosa. Antes de cumplir 18 años, se dedicó a la preparación de chicos y chicas que iban a realizar la primera comunión. En 1892, a los 17 años de edad, le imponen el santo escapulario de la Virgen del Carmen. Luego en 1893, junto al sacerdote Justo Vicente López Aveledo, fundó la Sociedad de las Hijas de María y Laura pasó a formar parte de ella, renovando así sus primeros votos.
Desde muy joven trabajó como voluntaria en hospitales, cosa que haría durante casi toda su vida y de donde obtuvo el nombre con el que se la conoce. Antes de que muriese su padre, pidió a Dios que reciba la extremaunción y contraiga matrimonio con su madre, pues no estaban casados. Don Clemente accede a estos sacramentos. Laura, en respuesta a la gracia concedida por Dios, prometió guardar ayuno perpetuo, el cual duró diez años, hasta que el padre Vicente López se lo dispensó.
En el convento ha criado a la madre de la actriz venezolana Catherine Fulop.[cita requerida]

### Vida religiosa

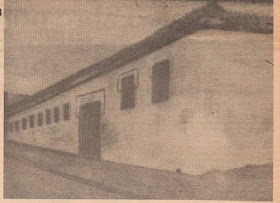
Antiguo Hospital de San José, localizado en el cruce de la avenida Miranda con calle Sucre de la ciudad de Maracay

Hacia 1897 1898 empezó a trabajar voluntariamente como hermana hospitalaria en el Hospital San José en Maracay, estado Aragua, que había sido fundado por un presbítero llamado Vicente López. La joven tenía entonces 22 años de edad, dedicada inicialmente a atender pacientes con Gripe española. De ahí en adelante, asesorada por su director espiritual, el padre López Aveledo, se dedicó al servicio de los más pobres. Próxima a cumplir sus 24 años, en 1899, Laura recibió del padre López la dirección y administración del hospital.
En 1901 por su trabajo en dicho lugar junto con otras hermanas voluntarias, fue consagrada como hermana hospitalaria agustina, y adoptó el nombre de sor María de San José. En 1901, fundó igualmente el padre López la congregación religiosa de las Agustinas Recoletas en Venezuela, y a cuya cabeza ingresó Laura Evangelista en 1903 como superiora de la comunidad.
Madre María de San José trabajó en muchos centros de salud en el país: en Maracaibo, Caracas, Coro, Ciudad Bolívar, entre otros. Incluyendo nuevos hospitales que abrían. Durante mucho tiempo de su vida, la madre se dedicó a cuidar enfermos.
En el año 1901, la Madre María fundó el Instituto Agustiniano Casa Hogar “Doctor Gualdrón” y el 2 de septiembre de 1945, en este mismo lugar, fundó la U.E. Instituto “Madre María”, el cual después de su muerte, fue cedido a la Arquidiócesis de Barquisimeto por su congregación.

### Agustinas Recoletas en Venezuela

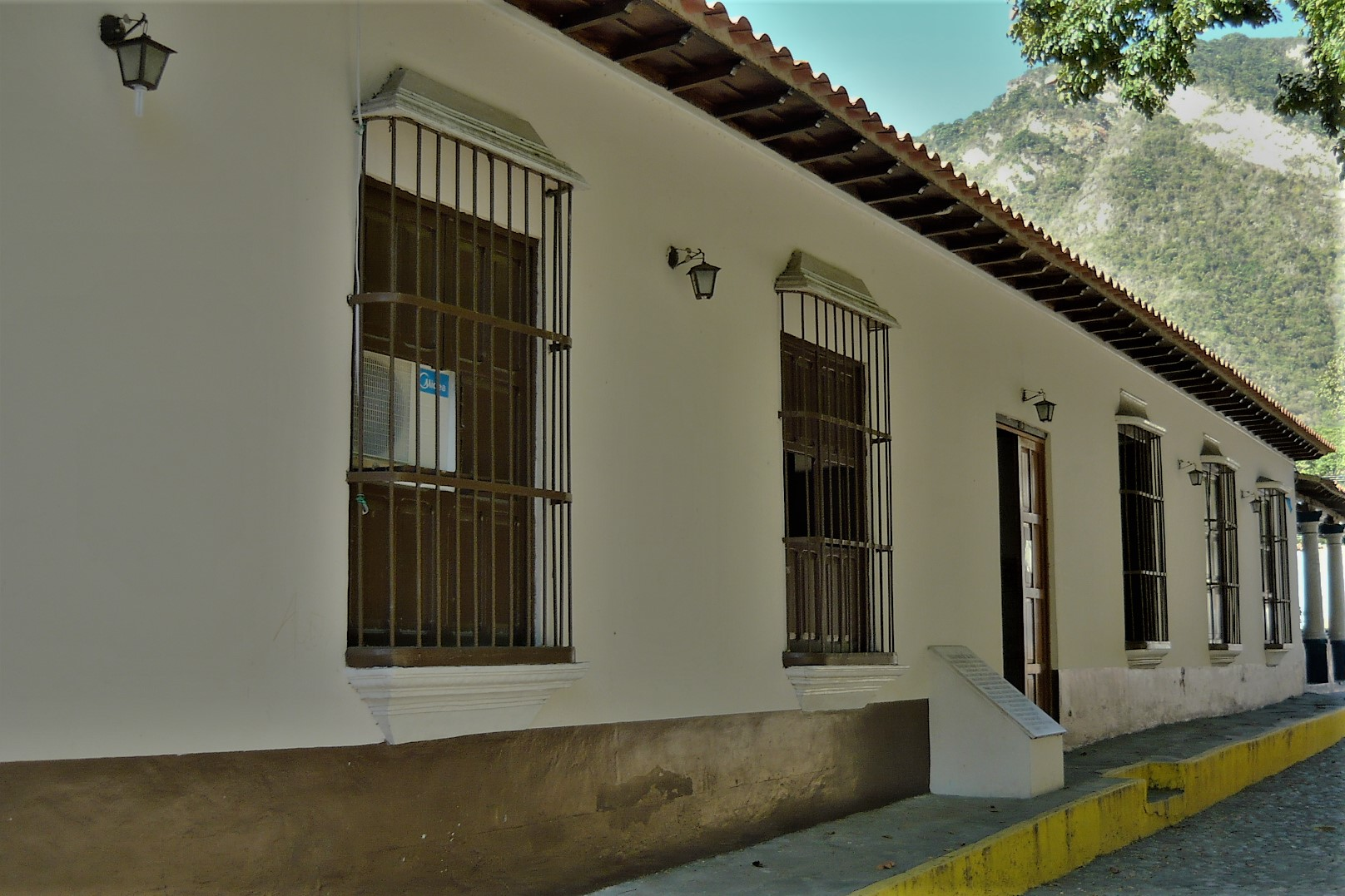
Casa donde funciona la Congregación Hermanas Agustinas Recoletas del Corazón de Jesús en Choroní

Junto a su director espiritual, el sacerdote Justo Vicente López Aveledo y cuatro laicas, fundó en 1901, con aprobación papal de san Pío X, la congregación Hermanas Agustinas Recoletas del Sagrado Corazón de Jesús, siendo ella su primera superiora general. Dicha congregación tiene el objetivo de ayudar a las niñas abandonadas y ancianos pobres. Fue el primer instituto religioso del estado Aragua dedicado al apoyo de los pobres.

### Muerte

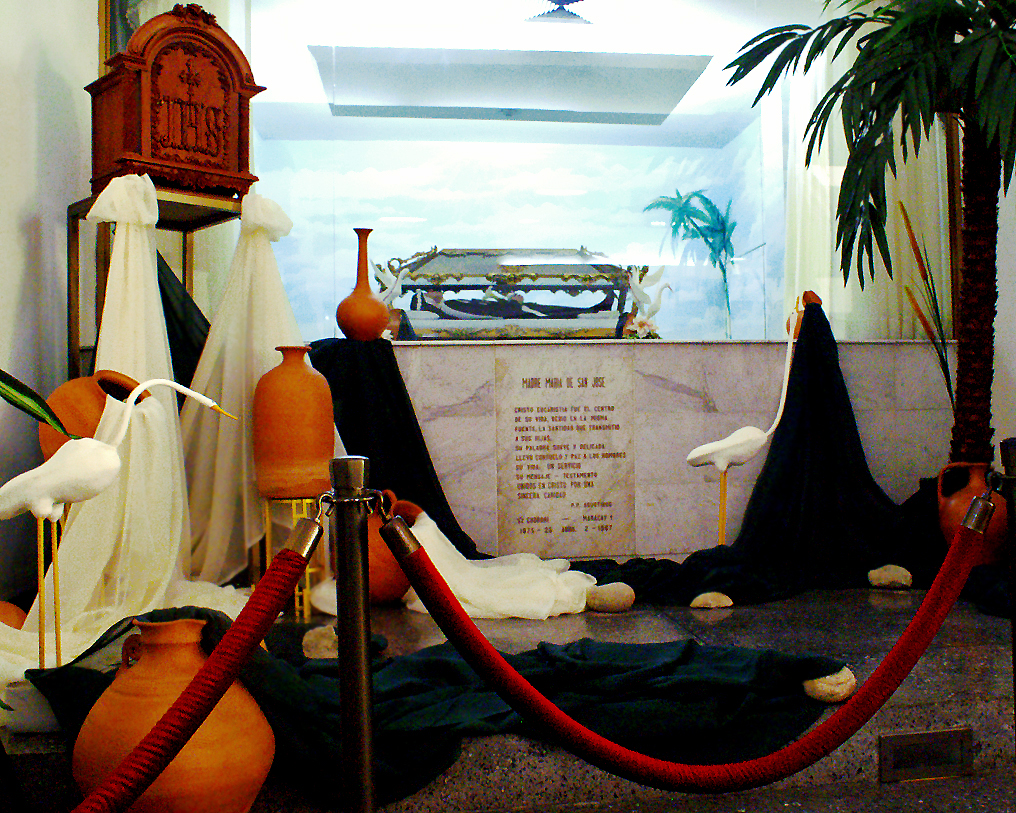
Su cuerpo exhibido en su santuario en Maracay

El 2 de abril de 1967 sufrió una trombosis. Consciente de que faltaba poco para su muerte, pidió que se le concediera la posibilidad de que su cuerpo fuera enterrado en la capilla del Asilo Inmaculada Concepción.
La madre María de San José murió en el Hogar Inmaculada Concepción a la edad de 91 años, en Maracay, en el año 1967.
Posteriormente, bajo el mandato del entonces gobernador del estado Aragua, Carlos Tablante, se inauguraría en noviembre de 1995 un santuario dedicado a ella, localizado entre la calle López Aveledo y la avenida Bolívar de la ciudad de Maracay. donde yacen sus restos. Este santuario se encuentra en frente a la Casa Hogar Inmaculada Concepción con el cual se comunica a través de un puente.
El 25 de enero de 2022, el santuario sufrió un hurto de sus aires acondicionados que puso en riesgo la conservación del cuerpo.

## Beatificación

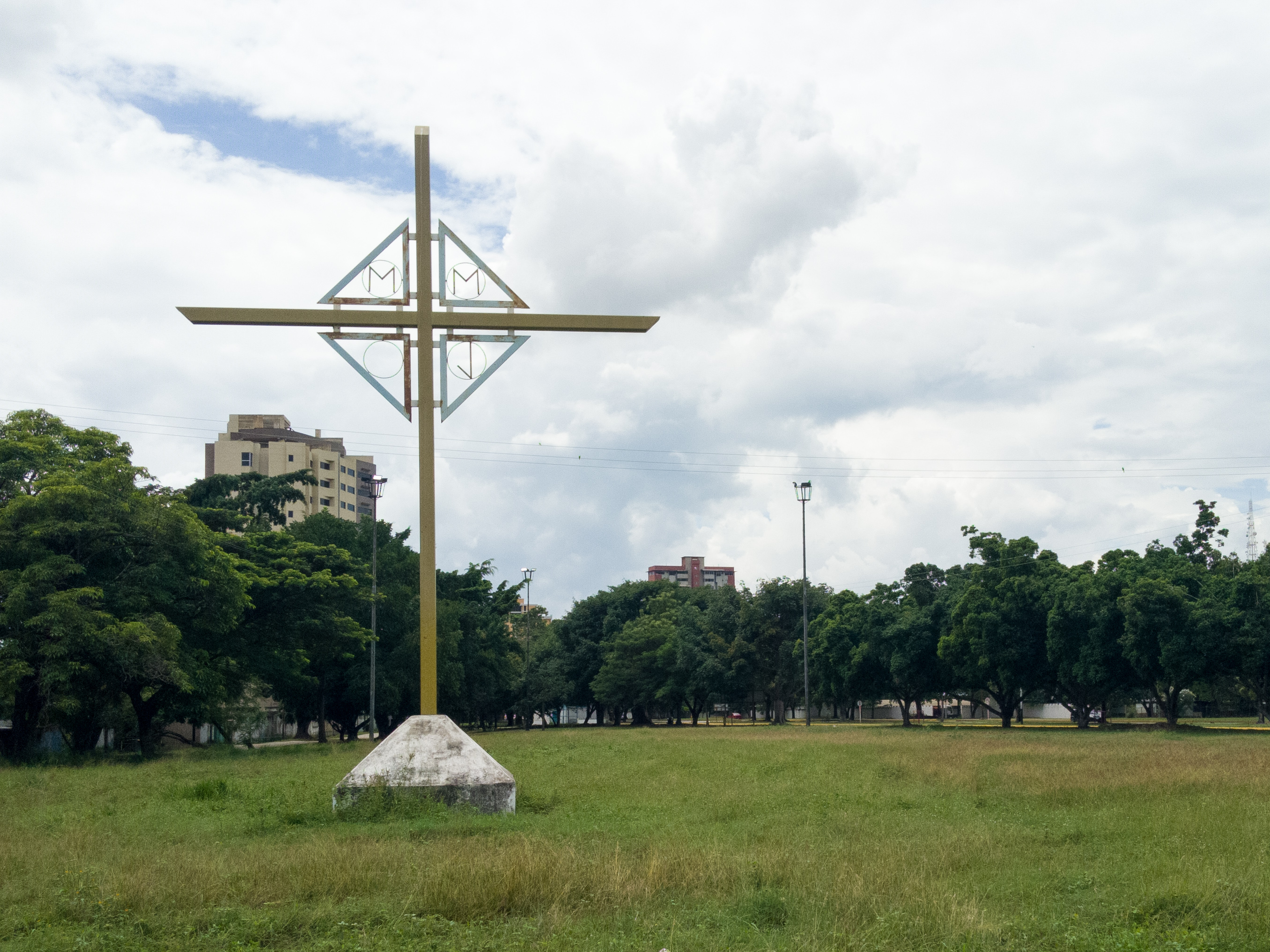
Cruz de hierro localizada en el parque El Ejército de Maracay que conmemora su beatificación

El proceso de su beatificación comenzó en 1978. En 1982, ocurrió la curación de la hermana Teresa Silva, inválida, a quien la Madre le había profetizado su curación años antes. Este milagro fue aprobado por decreto papal de Juan Pablo II, en 1993.
En 1994, se trasladó su cuerpo incorrupto al sarcófago de cristal para la veneración de sus hijas espirituales y fieles. El 7 de mayo de 1995 fue celebrada en la Ciudad del Vaticano la ceremonia de su beatificación.